# Линн, Бри
Бри Линн (англ. Brea Lynn, 6 февраля 1986 года, Чандлер, Аризона, США) — американская порноактриса.

## Биография
Бри Линн работала медсестрой. Менеджеры известной студии Vivid отметили её в одном из ночных клубов. После этого был подписан контракт со студией. Сейчас Бри является одной из самых востребованных актрис Vivid. За фильм этой студии «Пираты 2» была номинирована на премию Adult Video News. В ноябре 2006 года Бри Линн удостоена звания «Любимица Penthouse». В 2007 году девушка ушла из порноиндустрии, но через полгода вернулась, внеся в контракт пункт о том, что съёмки будут проводиться только с девушками. После этого был выпущен фильм «Who’s Killing The Pets», в котором участвовали только девушки, получавшие титул «любимиц Penthouse».

## Факты
- У Бри есть татуировка и пирсинг в нескольких местах. Пирсинг в том числе и в сосках.
- Она постоянно живёт в Лос-Анджелесе, потому что в Аризоне для девушки слишком переменчивая погода.

## Награды и номинации
- 2009 AVN Awards номинация — за лучшую групповую сцену в фильме «Пираты 2» (вместе с Марко Бандерасом, Эбби Брукс, Чарльзом Дера, Мануэлем Ферраро, Габриеллой Фокс, Вероникой Райан, Стоей и Шайлой Стайлз)[2]